# ضريبة الدخل السلبية

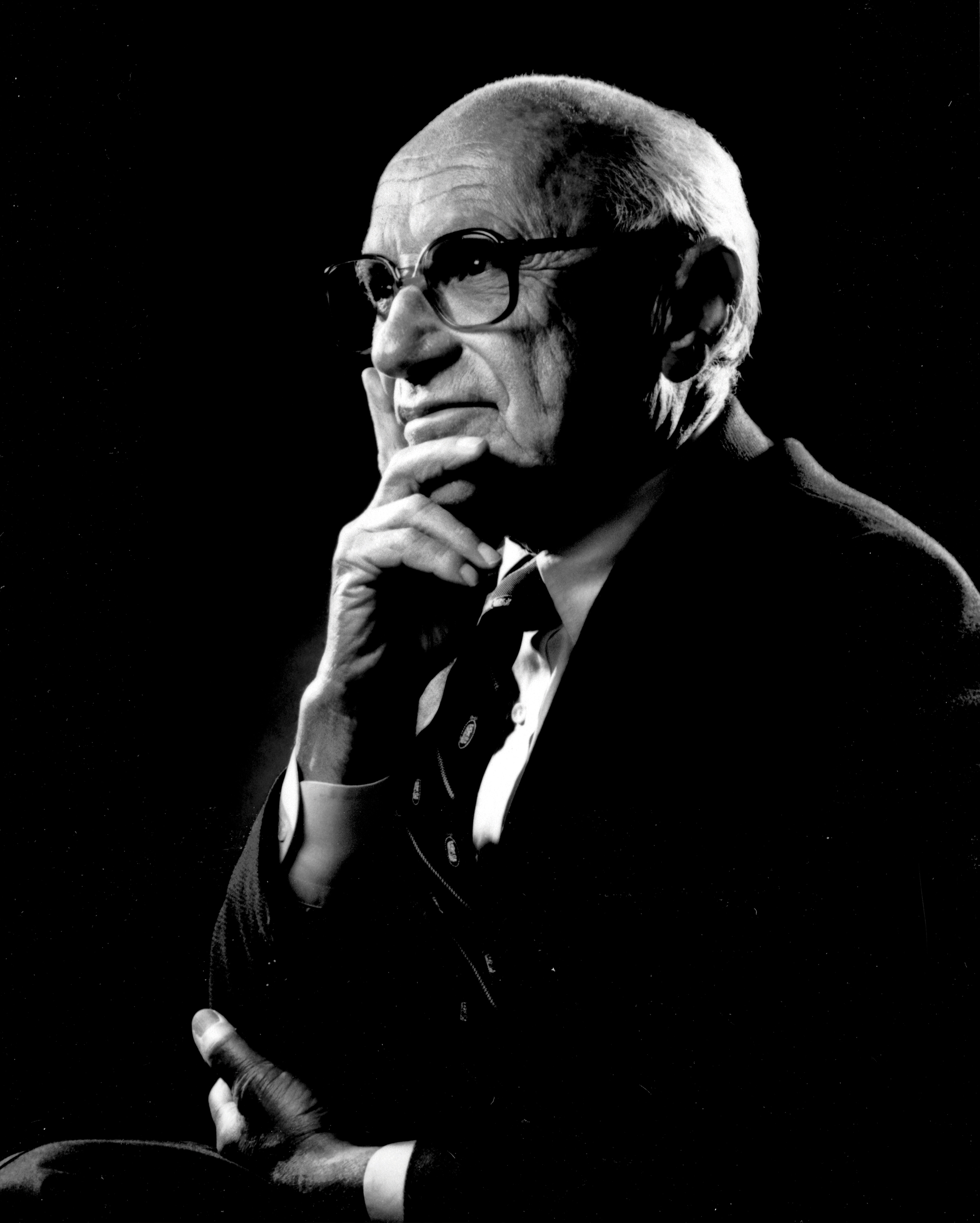

في الاقتصاد، تعتبر ضريبة الدخل السلبية نظام رعاية ضمن ضريبة الدخل، يحصل من خلاله الأشخاص الذين يكسبون أقل من مبلغ معين على رواتب تكميلية من الحكومة بدلاً من دفع الضرائب لها.
ناقش الاقتصاديون مثل هذا النظام لكنه لم ينفذ بالكامل. وفقًا لاستطلاعات الرأي، فإن الإجماع بين الاقتصاديين هو أن «الحكومة يجب أن تعيد هيكلة نظام الرعاية الاجتماعية لتتضمن ضريبة مشابهة». وصفتها السياسية البريطانية جولييت ريس ويليامز في الأربعينيات من القرن العشرين، وتبعها اقتصادي السوق الحر الأمريكي ميلتون فريدمان.
يمكن أن تفرض ضريبة الدخل السلبية دخلًا أساسيًا أو تكمل نظامًا للحد الأدنى من الأجور.
في نظام ضريبة الدخل السلبية، لا يتوجب على الأشخاص الذين يكسبون مستوى دخل معين أي ضرائب، بينما يتوجب على أولئك الذين يكسبون أكثر من الحد الادنى أن يدفعوا نسبة من دخلهم، وأولئك الذين يقل دخلهم عن هذا المستوى سيتلقون دفعة تغطي المبلغ اللازم ليبلغ دخلهم ذلك المستوى.

## المصلحة العامة
تهدف ضريبة الدخل السلبية إلى إنشاء نظام واحد لا يؤمن دخلًا للحكومة فحسب، بل يحقق الهدف الاجتماعي المتمثل في التأكد من وجود حد أدنى للدخل كذلك. من الناحية النظرية، ضمن إطار ضريبة الدخل السلبية، تنتفي الحاجة للحد الأدنى للأجور وكوبونات الغذاء وبرامج الضمان الاجتماعي والرعاية الصحية وغيرها من برامج المساعدة الحكومية، وبالتالي تقليل الجهد الإداري والتكلفة بشكل كبير مقارنة بما يدفع على الأنظمة الحالية. كما أنه سيقضي على الحوافز الخاطئة التي تسببت بها برامج المساعدات المتداخلة هذه.
لا تؤدي ضريبة الدخل السلبية إلى تعطيل الأسواق ذات الأجور المنخفضة، على عكس قانون الحد الأدنى للأجور، الذي يؤدي لأن يصبح الأشخاص ذوو المهارة دون المستوى المطلوب لتحقيق دخلهم المكفول قانونًا، عاطلين عن العمل. من هنا، ستزيد ضريبة الدخل السلبية من توفّر العمالة الرخيصة، ما سيمكن بعض الشركات من القيام ببعض الأعمال التي كانت لتتطلب عمالة خارجية، معتمدين على العمالة المحلية.
يمكن أن تقلل ضريبة الدخل السلبية النفقات العامة الإدارية، وذلك لأن البيروقراطيات الكبيرة هي المسؤولة عن إدارة الضرائب وأنظمة الرفاه، مع ما يترتب على ذلك من قواعد وعتبات وتطبيقات مختلفة مطلوبة، يمكن تخفيضها أو إلغاؤها إلى حد كبير. بعد ذلك، سيصبح ممكنًا إعادة المدخرات إلى الناس عبر الإنفاق على أنشطة حكومية مختلفة، أو عبر تخفيضات ضريبية أو عبر أي طريقة أخرى.

## نماذج محددة
اقتُرحت نماذج مختلفة من ضريبة الدخل السلبية.
اقترح ميلتون فريدمان أحد هذه النماذج. في هذه النسخة، ستُردّ نسبة محددة من الخصومات أو البدلات غير المستخدمة إلى دافعي الضرائب. إذا كانت قيمة العلاوات لعائلة مكونة من أربعة أفراد قد بلغت 10 آلاف دولار، وكان معدل الإعانة يبلغ 50%، وجنت الأسرة 6000 دولار، ستتلقى 2000 دولار لأنها تركت 4000 دولار من البدلات غير مستخدمة، وبالتالي أصبحت مؤهلة للحصول على 2000 دولار، أي نصف المبلغ الذي ينقصها. كان فريدمان يخشى أن رفع معدلات الدعم سيقلل الحافز للحصول على عمل. كما حذر من أن ضريبة الدخل السلبية، كإضافة إلى «فوضى» برامج الرفاه والمساعدة، لن تؤدي إلا إلى تفاقم مشكلة البيروقراطية والهدر. بدلاً من ذلك، قال إن ضريبة الدخل السلبية يجب أن تستبدل جميع برامج الرعاية والمساعدة الاجتماعية الأخرى وبشكل فوري كسبيل إلى مجتمع خالٍ تمامًا من تدخل الدولة. ظهرت ضريبة الدخل السلبية بشكل أو بآخر في الكونغرس، لكن فريدمان عارضها لأنها مليئة بعناصر غير مرغوب فيها تتعارض مع فعالية ضريبة الدخل السلبية. فضل فريدمان عدم فرض ضريبة دخل على الإطلاق، لكنه قال أن إلغاءها في ذلك الوقت غير ممكن من الناحية السياسية، فاقترح ضريبة دخل أقل ضررًا.
اقترح آخرون، منهم السياسي والخبير الاقتصادي الأمريكي جون موزر، مشاريع قوانين ضريبة دخل سلبية كأداة لمكافحة الفقر ولتقليل من مطالبات الرعاية الاجتماعية، ما يعني أنها يجب أن تقترن بأنظمة رفاه قوية تؤدي لتخفيض إجمالي نفقات الرعاية الاجتماعية عن طريق دخل تؤمنه ضريبة سلبية فعالة. هكذا يصبح بإمكان إدارة واحدة تشغيل نظام رعاية اجتماعية شامل، ما يقلل من النفقات البيروقراطية ويوفر خدمة كاملة بدلاً من برامج تدار بشكل منفصل.

## مناصروها
في الولايات المتحدة، روج ميلتون وروز فريدمان الفكرة في كتابهما ومسلسلهما التلفزيوني «حرية الاختيار» عام 1980. مؤخرًا، دعا حزب الخضر إلى فرض ضريبة دخل سلبية كجزء من برنامجهم لعام 2010. ركز السياسي الديمقراطي الأمريكي جون موزر على «توزيع عالمي للأرباح على المواطنين» كمحور أساسي لحملته الانتخابية للكونجرس عام 2018. شارك أندرو يانغ، مرشح الرئاسة الديموقراطي السابق لعام 2020 في الولايات المتحدة، في نسخة خاصة به من توزيع الارباح على المواطنين الذي أطلق عليه «توزيع الحرية». استمرت حملة أندرو لفترة أطول بكثير مما توقعه النقاد السياسيون.
في أستراليا، دعا حزب «بايريت» إلى فرض ضريبة دخل سلبية كجزء من سياستهم الضريبية.
في سلوفاكيا، اقترح حزب الحرية والتضامن الكلاسيكي إصلاح نظام الرفاه، كما اقترح إصلاحًا ضريبيًا على ان يتم كلاهما على اساس ضريبة الدخل السلبية.

في كتابه الأخير «إلى أين نذهب من هنا: فوضى أم مجتمع؟ (1967)»، كتب زعيم الحقوق المدنية الأمريكي والحائز على جائزة نوبل للسلام مارتن لوثر كينج الابن:
«أنا الآن مقتنع بأن النهج الأبسط سيثبت أنه الأكثر فاعلية - حل الفقر هو إلغاؤه مباشرة من خلال تدبير يناقش الآن على نطاق واسع: الدخل المضمون.»

## الانتقادات
انتقاد شائع تواجهه ضريبة الدخل السلبية هو أنها قد تقلل من الحافز على العمل، إذ يحصل متلقوها على حد أدنى مضمون للأجور يساوي مدفوعات الحكومة عندما يكونون عاطلين طواعية عن العمل. حاولت سلسلة من الدراسات في الولايات المتحدة منذ العام 1968 اختبار آثارها على حوافز العمل. تلخص جودي آلن الدراسات الرئيسية على الشكل التالي:
وجد معهد ستانفورد للأبحاث، الذي قام بتحليل نتائج اختبار سياتل/دينفر للمحافظة على الدخل، آثارًا أقوى تثبط عن العمل، تتراوح بين تخفيض متوسط العمل بنسبة 9% للأزواج وخفض المتوسط للزوجات بنسبة 18%. لم يكن هذا الرقم مخيفًا كما توقع بعض معارضي ضريبة الدخل السلبية، لكنه كان كبيرًا بما يكفي للإيحاء بأن ما بين 50% إلى 60% من التحويلات المدفوعة لعائلات ثنائية الأهل بموجب ضريبة الدخل السلبية قد تذهب لاستبدال الأرباح المفقودة. كما وجدوا نتيجة غير متوقعة: بدلاً من تعزيز الاستقرار الأسري (النتيجة المفترضة لتوسيع نطاق المزايا لتشمل الأسر من والدين عاملين على قدم المساواة)، بدت المؤسسات الوطنية وكأنها تساهم في زيادة تفكك الأسرة، لكن تبين فيما بعد أن العلاقة المكتشفة بين الضريبة السلبية على الدخل وزيادة حالات الطلاق مجرد خطأ حسابي.
نقد آخر تواجهه هذه الضريبة يأتي بسبب المصاريف المترتبة عليها. بحسب مشروع بحث أجرته جامعة روتجرز عام 2002، سينتج عن برنامج خلق فرص عمل إعادة توزيع مماثلة للثروة بتكلفة أقل بكثير.

## التطبيق
من عام 1968 إلى عام 1979، تم إجراء أكبر تجربة اجتماعية لضريبة الدخل العكسية في الولايات المتحدة. وكانت التجارب بناء على اقترح من طالب الدراسات العليا للاقتصاد من جامعة MIT هيذر روس في عام 1967 . وكانت التجارب أربعة:
1. مناطق من نيو جيرسي، 1968-1972 (1375 أسرة)
2. المناطق الريفية في ولاية ايوا ونورث كارولينا، 1969-1973 (809 أسرة)
3. غاري، إنديانا، 1971-1974 (1800 أسرة)
4. سياتل ودنفر، 1971-1982 (4800 أسرة)

بشكل عام وجد الباحثون انه في المعدل سوف يقلل العامل فترة عمله ما بين اسبوعين إلى أربعة أسابيع سنويا بسبب ضمانه لدخل يساوي عتبة الفقر.
وقد تم تنفيذ ضريبة الدخل العكسية لشريحة معينة من الدخل المنخفض في إسرائيل.